# Grammicomyia testacea
Grammicomyia testacea är en tvåvingeart som beskrevs av Jacques-Marie-Frangile Bigot 1859. Grammicomyia testacea ingår i släktet Grammicomyia och familjen skridflugor.
Artens utbredningsområde är Sri Lanka. Inga underarter finns listade i Catalogue of Life.